# 浦边站
浦边站是厦门轨道交通3号线的地铁车站，位于中华人民共和国福建省厦门市翔安区鸿翔东路和石厝路交叉口地下，于2022年9月5日正式启用。本站开通后，厦门轨道交通3号线小交路的终点站从五缘湾站延伸至本站。

## 车站構造
浦边站为双岛四线车站，占地面积约为27701平方米。车站内饰颜色上整体与厦门轨道交通3号线其他车站一致：以“云天青”为线路色，围绕“海阔潮平，新城华象”的文化主题构成全线的文化脉络；富有浓郁闽南风格的“官式大厝”图形则在抽象化后，成为车站柱顶的装饰造型。车站横向上则采用了与2号线车站类似的大幅水式山墙线条，进一步提升空间纵深感与层次感。

### 车站楼层
浦边站的站厅层和站台层在建筑设计方面较为常规，层高可达5米。
| 地面层   |          | 出入口                               |  |  |
| 地下一层 |          | 商店、票务服务、客服中心、进出站闸机 |  |  |
| 地下二层 |          | 3 往厦门火车站方向 （翔安市民公园）  |  |  |
|          | 岛式站台 |                                      |  |  |
|          |          | 3 往厦门火车站方向 （翔安市民公园）  |  |  |
|          |          | 3 下客站台                           |  |  |
|          | 岛式站台 |                                      |  |  |
|          |          | 3 往蔡厝方向 （后村）                |  |  |

### 出入口
本站开站时设1、2、4号（共3个）出入口。
|                           |                           |          |                                                          |
| 編號                      | 设施                      | 出口指示 | 建議前往的目的地                                         |
| 1                         | 升降机标志 · 扶手电梯标志 | 鸿翔东路 | 厦门安防技术职业学院、国贸天成                           |
| 2                         | 扶手电梯标志              | 金泉路   | 浦边村                                                   |
| 4                         | 扶手电梯标志              | 金泉路   | 厦门大学附属翔安医院、厦门演艺职业学院、南部新城TOD·璞安 |
| 註： 設有 \| 設有扶手電梯 |                           |          |                                                          |

## 交通接驳
为方便市民由公交换乘地铁3号线，翔安市政集团绿化工程有限公司建设了公交浦边站。浦边站投入使用当日，734路和735路公交车调整线路，以配合翔安区浦边、洋塘南片区乘客从本站出行。翌年5月3日，厦门大学翔安校区与本站的地铁接驳定制专线D788路开通，以方便翔安校区教职工乘坐3号线。